# Andreas Weigl
Andreas Weigl (* 23. März 1961 in Wien) ist ein österreichischer Sozial- und Wirtschaftswissenschafter.

## Leben
Andreas Weigl besuchte ab 1967 die evangelische Volksschule in Wien am Karlsplatz und anschließend ab 1971 das Bundesrealgymnasium Waltergasse, wo er 1979 maturierte. Das Diplomstudium der Wirtschaftsinformatik an der Universität Wien schloss er 1984 als Mag. rer. soc. oec ab, das Diplomstudium der Geschichte beendete er 1985 an der Universität Wien als Mag. phil. Im Jahr 1999 wurde er an der Sozial- und wirtschaftswissenschaftlichen Fakultät der Universität Wien zum Dr. rer. soc. oec. promoviert.
1998 bis 2008 war er stellvertretender Leiter des Statistischen Amtes der Stadt Wien (ab 2005 „Referat Statistik und Analyse“ der Magistratsabteilung „Finanzwirtschaft, Haushaltswesen und Statistik“). Im Jahr 2001 habilitierte er sich an der Universität Wien mit der Schrift Demographischer Wandel und Modernisierung in Wien. Seither ist er auch als  Universitätsdozent am Institut für Wirtschafts- und Sozialgeschichte der Universität Wien aktiv.
Seit 2008 ist er im Wiener Stadt- und Landesarchiv für wissenschaftliche Kooperationen zuständig. Von 2010 bis 2011 war er Leiter des mittlerweile geschlossenen Ludwig Boltzmann Instituts für Stadtgeschichtsforschung. Seit Juli 2008 ist er verantwortlicher Redakteur der Wiener Geschichtsblätter. Seine Forschungsschwerpunkte sind Historische Demographie, Stadtgeschichte, Konsumgeschichte, Geschichte des Dienstleistungssektors und Sozialgeschichte der Medizin.

## Auszeichnungen
- 2019: Victor-Adler-Staatspreis für Geschichte sozialer Bewegungen

## Schriften (Auswahl)
- Anfänge des Merkantilismus in Österreich. Universität Wien, Diplomarbeit, Wien 1985.
- Demographischer Wandel und Modernisierung in Wien. Pichler Verlag, Wien 2000 (= Kommentare zum Historischen Atlas von Wien 1), ISBN 3850581322 (Zugl.: Universität Wien, Habilitationsschrift, Wien 2001).
- (Hrsg.): Wien im Dreißigjährigen Krieg. Bevölkerung – Gesellschaft – Kultur – Konfession. Böhlau Verlag, Wien/Köln/Weimar 2001 (= Kulturstudien, Bd. 32), ISBN 978-3-205-99088-8.
- Migration und Integration. Eine widersprüchliche Geschichte. StudienVerlag, Innsbruck/Wien/Bozen 2009 (= Österreich – Zweite Republik 20), ISBN 978-3-7065-4242-5.
- Bevölkerungsgeschichte Europas. Von den Anfängen bis in die Gegenwart. Böhlau Verlag, Wien/Köln/Weimar 2012 (= UTB 3756), ISBN 978-3-8252-3756-1.
- mit Martin Dinges (Hrsg.): Gesundheit und Geschlecht. StudienVerlag, Innsbruck/Wien/Bozen 2011 (= Österreichische Zeitschrift für Geschichtswissenschaften, Jg. 22, Bd. 2), ISBN 978-3-7065-5026-0.
- mit Peter Eigner und Ernst Gerhard Eder (Hrsg.): Sozialgeschichte Wiens 1740–2010. Soziale und ökonomische Ungleichheiten, Wanderungsbewegungen, Hof, Bürokratie, Schule, Theater. StudienVerlag, Innsbruck/Wien/Bozen 2015 (= Geschichte der Stadt Wien, 2. Neue Reihe, Bd. 8), ISBN 978-3-7065-5423-7.
- mit Elisabeth Gruber (Hrsg.): Stadt und Gewalt. StudienVerlag, Innsbruck/Wien/Bozen 2016 (= Beiträge zur Geschichte der Städte Mitteleuropas, Bd. 26), ISBN 978-3-7065-5565-4.
- mit Alfred Pfoser: Die erste Stunde Null. Gründungsjahre der österreichischen Republik 1918–1922. Residenz Verlag, Salzburg 2017, ISBN 978-3-7017-3422-1.
- mit Ferdinand Opll (Hrsg.): Städtebünde. Zum Phänomen interstädtischer Vergemeinschaftung von Antike bis Gegenwart. StudienVerlag, Innsbruck/Wien/Bozen 2017 (= Beiträge zur Geschichte der Städte Mitteleuropas, Bd. 27), ISBN 978-3-7065-5593-7.
- Von der Existenzsicherung zur Wohlstandsgesellschaft. Überlebensbedingungen und Lebenschancen in Wien und Niederösterreich von der Mitte des 19. Jahrhunderts bis zur Gegenwart. Böhlau Verlag, Wien/Köln/Weimar 2020 (= Schriftenreihe des Forschungsinstitutes für politisch-historische Studien der Dr.-Wilfried-Haslauer-Bibliothek, Salzburg, Bd. 73), ISBN 978-3-205-20994-2.
- Johann Joachim Bechers Kolonialprojekt und Johann Philipp Thelott. In: Holger Th. Gräf und Andreas Tacke (Hg.): Von Augsburg nach Frankfurt. Der Kupferstecher Johann Philipp Thelott (1639–1671) (= Veröffentlichungen der Historischen Kommission für Hessen Bd. 93). Marburg 2022, ISBN 978-3-942225-55-7, S. 117–126.
- Hanauisch-Indien im Kontext der frühmerkantilistischen Kolonialpolitik kleiner Fürstenstaaten. In: Holger Th. Gräf und Markus Laufs (Hg.): Geplante Vielfalt? Kulturelle Verflechtungen in der Neustadt Hanau im 17. und 18. Jahrhundert (= Veröffentlichungen der Historischen Kommission für Hessen Bd. 96 = Untersuchungen und Materialien zur Verfassungs- und Landesgeschichte 33). Marburg 2025, ISBN 978-3-942225-61-8, S. 245–260.